# インディーフォルダ
インディーフォルダとは、かつて存在したコンピュータスクール部門（ネットワーク・プログラム・Web・DTP・オフィスパソコン）、英会話スクール部門（マンツーマン英会話・TOEIC）を持っていた社会人向けのキャリアアップスクール。